# حسین النخلی
حسین النخلی (عربی: حسين النخلي؛ زادهٔ ۳۰ ژانویهٔ ۱۹۹۵) یک ورزشکار اهل عربستان سعودی است.
از باشگاه‌هایی که در آن بازی کرده‌است می‌توان به باشگاه فوتبال الفتح عربستان سعودی اشاره کرد.